# STS-64
STS-64 (Space Transportation System-64) var rumfærgen Discovery 19. rumfærge-mission. Den blev opsendt d. 9. september 1994 og vendte tilbage den 20. september 1994.
Missionen primære formål var at teste rumdragten Simplified Aid for EVA Rescue (SAFER), SAFER systemet skal kunne fragte en astronaut rundt i rummet uden sikkerheds line i tilfælde af at det bliver nødvendigt at redde en astronaut under en rumvandring.
Hovedartikler:

## Besætning
- Richard Richards (kaptajn)
- Blaine Hammond (pilot)
- Jerry Linenger (1. missionsspecialist)
- Susan Helms (2. missionsspecialist)
- Carl Meade (3. missionsspecialist)
- Mark Lee (4. missionsspecialist)

## Missionen
Missionen medbragte følgende nyttelast:
- Shuttle Pointed Autonomous Research Tool for Astronomy-201 (SPARTAN-201)
- Shuttle Plume Impingement Flight Experiment (SPIFEX)
- Lidar In-space Technology Experiment (LITE)
- Biological Research in Canister (BRIC)
- Military Application of Ship Tracks (MAST)
- Solid Surface Combustion Experiment (SSCE)
- Radiation Monitoring Equipment III (RME III)
- Shuttle Amateur Radio Experiment II (SAREX II)
- Air Force Maui Optical Station (AMOS)